# Arial
Arial是一套隨同多套微軟應用軟件所分發的無襯線體TrueType字型。Monotype設計這套字型是要以其作為一個較便宜的替代品與Linotype的Helvetica競爭。由於Helvetica是支援Adobe PostScript語言的印表機所指定的其中一款字型，用戶選用它能確保文件可正確打印，所以是一套流行的字型。微軟購買了較便宜的Arial的使用許可，所以只包含了類似Helvetica字型如Arial及MS Sans Serif在Windows系統裡面。
雖然比例及字重（weight）和Helvetica極之相近，但Arial其實是Monotype Grotesque系列的變種。設計Arial時考慮到會在電腦上面使用，在字體及字距上都作了一些細微的調整和變動，以增加它在電腦螢幕上不同解析度下的可讀性。
從微軟在Windows 3.1上推出購自蘋果電腦的TrueType技術起Arial就一直跟隨Windows系統分發。TrueType的推出就是打算取代PostScript語言所使用的Type 1字型。而微軟也曾嘗試以自行開發的TrueImage印表機描述語言徹底取代PostScript。
最新版本的Windows系統都帶有Arial的Unicode版本：Arial Unicode MS。這字型依據Unicode標準包含多國語言文字在內。雖說比如Bitstream Cyberbit和Code2000都比它收錄更多字元更完整，不過以跟隨作業系統大規模分發的字型來說，Arial Unicode MS就是最完整的一部了。
最新的PostScript語言除了原有的Helvetica也包括了Arial作為標準字型。使用PostScript第三級（level 3）語言的機器都應該支援。

## 讀法
Arial的英文發音有很多不同說法。讀作"ee-ree-al"['ɛɹɪəl]或"are-ree-al"['ɑɹɪəl]是目前最常見的。

## Arial變體
以下是著名的Arial變體：
- Arial：有時稱為Arial Regular以便與Arial Narrow區別，其包括Arial、Arial Italic（斜體）、Arial Bold（粗體）、Arial Bold Italic（粗斜體）和Arial Unicode MS
- Arial Black：此字體的特色在於其筆畫相當的粗，包含Arial Black、Arial Black Italic（斜體）
- Arial Narrow：為Arial的細瘦版本，包含Arial Narrow Regular、Arial Narrow Bold（粗體）、Arial Narrow Italic（斜體）和Arial Narrow Bold Italic（粗斜體）
- Arial Rounded：包含Arial Rounded Bold（粗體），此字型可在微軟韓文字型Gulim找到

## 外部連結
- Fonts.com: Arial（页面存档备份，存于）
- The Scourge of Arial（页面存档备份，存于） - Arial之灾
- 怎樣分辨Arial、Helvetica和Grotesque（页面存档备份，存于）
- PostScript 3字型集（页面存档备份，存于）
- Arial字型資訊（页面存档备份，存于）
- Arial Black字型資訊（页面存档备份，存于）
- 下載Arial（页面存档备份，存于）
- 下載Arial Black（页面存档备份，存于）